# Белевцов, Дмитрий Николаевич
Дмитрий Николаевич Белевцов (1800—1883) — русский военный и общественный деятель, почётный опекун. Генерал от инфантерии (1881).

## Биография
Родился в 1800 году. В службу вступил в 1815 году, в ноябре 1817 года был произведён в подпоручики гвардии и определён в Финляндский лейб-гвардии полк.
Участвовал в Русско-турецкой войне; был награждён орденом Св. Владимира 4-й ст. с бантом и Св. Анны 2-й ст. В 1830 году в звании полковника гвардии Преображенского полка участвовал в Польской компании; в 1831 году получил орден Virtuti militari 3-й степени. В 1836 году получил орден Св. Владимира 3-й ст. В 1841 году вышел в отставку.
В 1843—1849 годах был Курским уездным предводителем дворянства. В феврале 1852 года был произведён в генерал-майоры. Во время Крымской войны командовал Курским ополчением; особенно отличился в битве при р. Черной, где по приказанию князя Горчакова принял начальство над 5-й пехотной дивизией; получил орден Св. Станислава 1-й ст. с мечами и в 1855 году был назначен командующим 14-й пехотной дивизии.
В 1857 году награждён орденом Св. Анны 1-й ст., в 1864 году получил императорскую корону к ордену. В течение 12 лет состоял председателем военно-судной комиссии при Московском комендантском управлении. В августе 1861 года был произведён в генерал-лейтенанты;  почётный опекун Московского Опекунского совета Учреждений императрицы Марии Фёдоровны, директор Николаевской Измайловской военной богадельни и член Совета Московского Елизаветинского училища по хозяйственной части. В 1866 году награждён орденом Св. Владимира 2-й ст, в 1868 — орденом Белого орла, в 1871 — орденом Св. Александра Невского.
Ко дню 50-летия службы, в 1876 году, он был пожалован бриллиантовыми знаками к ордену Св. Александра Невского; 22 июля 1881 года произведён в генералы от инфантерии.
Умер в 1883 году, по разным сведениям 7 июля или 7 июня. Похоронен на кладбище Новодевичьего монастыря.